# Араслы, Нушаба Гамид кызы
Араслы, Нушаба Гамид кызы — (25 марта 1941, Баку) — доктор филологических наук, профессор, член-корреспондент Национальной академии наук Азербайджана (2017).

## Биография
Нушаба Араслы родилась 25 марта 1941 г. в Баку, в семье академика Гамида Араслы. Окончив школу в 1957 г. в тот же год поступила в Азербайджанский государственный университет (ныне БГУ) на факультет востоковедения. В 1962 году с отличием окончила университет.

## Деятельность
Трудовую деятельность Н. Араслы начала младшим научным сотрудником Фонда рукописей Академии Наук Азербайджана.
- В 1963 году Министерством геологии СССР была направлена в Афганистан, где работала русско-персидским переводчиком в группе нефтяников, работавших в Мазари-Шарифе.[2]
- С 1969 года начала работать младшим, затем старшим и ведущим научным сотрудником в Институте Литературы имени Низами, в отделах «Древняя и средневековая азербайджанская литература», «Низамиведение», «Древняя азербайджанская литература».
- С 1994 г. является автором учебника «Литература» для VII класса,  а с 2004 года – соавтором учебника «Литература» для VIII класса общеобразовательных школ Азербайджана.
- В 1988 году защитила докторскую диссертацию на тему «Низами и турецкая литература» и получила ученую степень доктора филологических наук.
- В 2010 г. получила звание профессора.
- В 2017 г. избрана членом-корреспондентом НАН Азербайджана.
- С 2014 г. является заведующей отделом "Низамиведения" Ин-та литературы имени Низами Академии Наук Азербайджана.

### Педагогическая деятельность
- Бакинский Западный университет
- Азербайджанский Общественно-Политический университет[1][3]

## Премии и награды
- Орден «Слава» по распряжению Президента Азербайджанской Республики
- Орден Почета Президиума НАН Азербайджана[4]

## Научные работы[3]
- А. Ардебили и его поэма «Фархад-наме». Баку, 1979, 170 стр.
- Низами и Турецкая литература. Баку, 1980, 204 стр.
- Поэтика Низами. Баку, 2004, 454 стр.

Нушаба Арасли является специалистом в области литературного языка, текстологии и восточного поэтического искусства древности и средневековья во всем азиатском регионе. Основным ведущим направлением ее научной деятельности являются научно-теоретические проблемы древней и средневековой азербайджанской литературы, взаимоотношения, типология и особенности классической азербайджанской поэзии с литературой восточных народов.